# Max von Pettenkofer
Max von Petenkofer (3. prosince 1818, Lichtenheim – 10. února 1901, Mnichov) byl německý (bavorský) lékař z Mnichova, který položil základy hygieny jako pracovního a vědeckého lékařského oboru.

## Život a dílo
V roce 1847 byl jmenován profesorem chemie na lékařské fakultě mnichovské univerzity. V roce 1856 zde zahájil přednášky o fyzikálně chemických základech dietetiky. Prohlásil tento obor za součást veřejné zdravotní správy. Ale v roce 1858 už přednášel o "zdravotnické policii", kterou později přejmenoval na veřejnou zdravotní péči, což je název, jenž se používá dodnes. Jednu dobu také hovořil a přednášel o veřejné zdravotní péči pro lékaře, architekty a inženýry.
V roce 1865 byla na mnichovské univerzitě zřízena katedra hygieny. Jejím přednostou byl jmenován Pettenkoffer. Zde probíral už i z dnešního hlediska moderní otázky hygieny. Upozornil na vlivy ovzduší a vody na zdraví člověka a zavedl zkoušku čistoty a nezávadnosti těchto prostředí, zejména ve vztahu k infekčním nemocem. Zároveň rozšířil svoji činnost na komunální, regionální a státní zájmy, to znamená vodovody a kanalizace.
Vzniklo veřejné zdravotnictví. Současně Pettenkofer vzbudil zájem o to, čemu se říká sociální politika. Započalo studium vzniku nemocí a podmínek jejich šíření, vznikal obor lékařů – hygieniků. Ti měli zájem o věci veřejné a o jejich správu. O infekce se zajímal Pettenkofer přirozeně už dříve. V roce 1867 vydal studii O otázce cholery. V roce 1867 uveřejnil studii O půdě a vodě, v témže roce vydal také práci O problému tyfu a cholery.
V roce 1876 byl v Mnichově zřízen Hygienický ústav. Jeho přednostou se stal Max von Pettenkoffer. Dnes nese tento ústav jeho jméno. V roce 1882 Pettenkoffer razil heslo sociální hygiena a v roce 1883 začal vycházet časopis Archiv für Hygiene. Pettenkofferovou chybou bylo, že se stavěl proti objevům Roberta Kocha (jako tehdy mnoho jiných) a proti bakteriologii vůbec. Byl však zakladatelem vědeckého pojetí hygieny, inicioval stavění vodovodů a kanalizací. Je nepochybné, že i moderní ekologie stojí mimo jiné na výsledcích jeho práce.